# Mazares

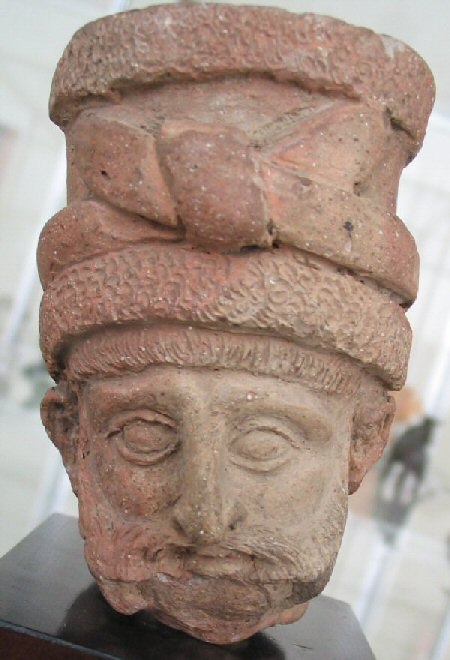
Nobre aquemènida (520-480 aC).

Mazares (en llatí Mazares, en grec antic Μαζάρης) era un militar mede al que Cir II el Gran de Pèrsia va enviar a Lídia l'any 546 aC per aplicar els suggeriments que Cressos havia fet a Cir de convertir els lidis en efeminats i evitar que portessin armes, segons Heròdot. També el va comissionar per detenir i portar al rebel Pacties davant Cir.
Mazares va obligar els lidis a sotmetre's a les noves regulacions i al cap d'un temps va aconseguir també capturar a Pacties, que havia fugit a Jònia. Després es va dirigir contra els rebels que assetjaven al governador persa de Sardes, Tabalos, a la ciutadella. Va derrotar i conquerir Priene, va assolar la regió del riu Meandre i la plana de Magnèsia. No gaire després el va afectar una malaltia i va morir cap a l'any 545 aC.